# Martinus Vlietman
Martinus Pieter Vlietman (25 de junho de 1900 — 4 de fevereiro de 1970) foi um ciclista holandês.
Representou os Países Baixos competindo na prova individual e por equipes do ciclismo de estrada nos Jogos Olímpicos de Verão de 1924 em Paris, França, terminando na 29ª e 6ª posição, respectivamente.